# Дитя с Марса
«Дитя́ с Ма́рса» (англ. Martian Child, нем. Mein kind vom Mars) — семейное кино, драма, снятая режиссёром Менно Мейесом (англ. Menno Meyjes) по мотивам одноимённой повести Дэвида Герролда.

## Сюжет
Потеряв любимую девушку и пытаясь справиться с острой болью потери, весьма успешный писатель-фантаст Дэвид Гордон (Джон Кьюсак), решает усыновить ребёнка. Близкие и работники социальной службы пытаются его отговорить, но у него и у самого нет достаточно внятных объяснений причин, мешающих ему завязать новое знакомство и завести собственного ребёнка, или с головой уйти в работу, в контракты и экранизации фильмов по собственной книге.
Ему приглянулся странный мальчик Дэннис (Бобби Коулман), который был как будто не от мира сего: когда все остальные дети играли и шумно развлекались на детской площадке, Дэннис сидел в картонной коробке, в попытке укрыться от солнечных лучей. 6-летний ребёнок возомнил себя пришельцем с Марса, для которого губителен солнечный свет. Гордон решает помочь Денису найти связь с реальностью, полагаясь в этом, главным образом, на своё уменье и собственные литературные способности по части обращения с выдуманным миром.
Но Дэннис настолько непрост, что многоопытный литератор часто заходит в тупик, сбитый с толку убедительными рассуждениями «марсианского» ребёнка. Гордон во всех диалогах с «фантастическим» мальчиком умудряется держать спокойный и выверенный тон внимательного и равноправного собеседника, ничуть не пытаясь заигрывать с ребёнком, напротив, воспринимая его состояние по-настоящему, всерьёз. И перед зрителем раскрываются обе стороны проблемы, странного психически нездорового мальчика и одинокого мужчины, которые постепенно, на ощупь, ищут выход из жизненного тупика.
С помощью своей подруги (Аманда Пит) и сестры (Джоан Кьюсак) новый отец понимает, что если ты родитель, то для тебя нет ничего невозможного, и пусть даже твой сын «марсианин». Ведь если тебе кто-то нужен, то и ты нужен кому-то.

## В ролях
| Актёр         | Роль         |
| ------------- | ------------ |
| Джон Кьюсак   | Дэвид Гордон |
| Бобби Коулман | Дэннис       |
| Аманда Пит    | Харли        |
| Софи Оконедо  | Софи         |
| Джоан Кьюсак  | Лиз          |
| Оливер Платт  | Джефф        |

## Основание
- В основе сценария лежит одноимённый рассказ писателя-фантаста Дэвида Герролда, который интересен не только сюжетом, но и формой. В самом рассказе повествование ведётся от имени самого Дэвида Герролда (в фильме, однако, фамилию главного героя изменили на Гордон), писателя-фантаста среднего возраста, который рассказывает о том, как он усыновил мальчика, и какие у них сложились взаимоотношения. При этом в реальности у Дэвида Герролда действительно есть усыновлённый мальчик, и где вмешивается вымысел, а где чистая правда, совсем непонятно[1].